# Нову-Лину
Нову-Лину (порт. Novo Lino)  —  муниципалитет в Бразилии ( Южная Америка), входит в штат Алагоас. Составная часть мезорегиона Восток штата Алагоас. Входит в экономико-статистический  микрорегион Мата-Алагоана.
Праздник города —  1 декабря.

## История
Город основан 1 декабря 1962 года.

## Географическое положение
Нову-Лину находится на Бразильское плоскогорье в экологическом районе Каатинга .